# Carl-Friedrich Böninger
Carl-Friedrich Böninger (* 25. Mai 1883 in Hagen; † 11. Januar 1953 in Long Beach (Indiana)) war ein deutscher Manager der Kugellagerindustrie.

## Leben
Carl Friedrich Böninger besuchte die Realschule in Hagen. Anschließend absolvierte er eine technische Ausbildung an der Höheren Maschinenbauschule Hagen. Von dort wechselte er zum Studium der Ingenieurwissenschaften an die Technische Hochschule Karlsruhe und wurde Mitglied des dortigen Corps Alemannia. Nach dem Studium und ersten praktischen Tätigkeiten in Maschinenfabriken, Hüttenwerken und Eisensteingruben ging er für zwei Jahre in die USA, wo er im Eisenhochbau, im Eisenbahnbetrieb und in Gold- und Kupferbergwerken tätig war. Nach Deutschland zurückgekehrt, leistete er zunächst seinen Militärdienst als Einjährig-Freiwilliger im Garde-Pionier-Bataillon in Berlin, in dem er später auch Reserveoffizier wurde.
1908 ging Böninger zur Arthur Koppel AG in Berlin, wo er ein Traineeprogramm für das südamerikanische Exportgeschäft durchlief. 1909 wechselte er zum Ingenieurbüro der Julius Pintsch AG in Düsseldorf, die ihn 1912 als Leiter der technischen Abteilung der Fa. Victor Berg, die damals unter anderem die Firmen Krupp, MAN, Mannesmann und Stahlwerksverband in Schweden repräsentierte, nach Stockholm entsandte. In Schweden heiratete er Maja Grönkvist, Tochter des schwedischen Industriellen Gustav Robert Grönkvist. Am 1. Juli 1914 trat er noch eine neue Stellung bei der Grönkvist Mekaniska Verkstads Aktiebolaget in Katrineholm an, der Firma seines Schwiegervaters, kehrte jedoch mit Ausbruch des Ersten Weltkriegs nach Deutschland zurück und diente als Reserveoffizier des Garde-Pionier-Bataillon und später als Führer der Flak-Scheinwerfer-Abteilung der Stabswache des Kaisers im Großen Hauptquartier. Sein letzter Dienstgrad war Hauptmann der Reserve.
Nach Kriegsende kehrte Böninger nach Schweden zurück und übernahm eine Tätigkeit in der Verkaufsorganisation der Aktiebolaget Svenska Kullagerfabriken (SKF) in Göteborg, die 1916 das Unternehmen seines Schwiegervaters übernommen hatte. 1920 ging er als Generaldirektor der SKF-Norma GmbH nach Deutschland und wurde mit der Gründung der SKF-Norma AG Ende 1925 deren Generaldirektor. Nach der Fusion der SKF-Norma AG mit der Wälzlager-Abteilung der Fichtel & Sachs AG und der Fries & Höpflinger AG wurde er im September 1929 erster Generaldirektor der Vereinigten Kugellagerfabriken AG mit Sitz in Berlin. Anfang der 1930er Jahre ging Böninger in die USA, wo er 1934 in Michigan City (Indiana) die Gardex Inc. gründete, deren Teilhaber später sein ältester Sohn Carl-Olof (* 1918) wurde. Zuletzt lebte er wieder in Schweden und war Aufsichtsratsvorsitzender Tegelbruks AB Walla Katrineholm in Katrineholm. Er besaß den Landsitz Stjärnhovs und war Mitglied der Svensk Opposition.

## Auszeichnungen
- Dr.-Ing. E. h.